# Хуан Хосе Ногес
Хуан Хосе Ногес (ісп. Joan José Nogués, 28 березня 1909, Борха — 3 червня 1998, Пальма) — іспанський футболіст, що грав на позиції воротаря. По завершенні ігрової кар'єри — тренер.
Виступав, зокрема, за «Барселону», а також національну збірну Іспанії, у складі якої взяв участь у чемпіонаті світу.

## Клубна кар'єра
Хуан Хосе Ногес почав свою кар'єру у клубі «Сарагоса». У 1930 році він перейшов в «Барселону», його дебют у новій команді відбувся 12 грудня, в якому Барса зіграла внічию 1:1 з клубом «Расінг» з Сантандера. Під час своїх виступів за «Барселону», Ногес допоміг своєму клубу 5 разів виграти чемпіонат Каталонії. Завершив професійну кар'єру футболіста виступами за команду «Барселона» у 1942 році.

## Виступи за збірну
Ногес виступав у двох збірних. У збірній Каталонії, що грала нерегулярно, він провів 10 матчів, включаючи гру проти збірної Іспанії, яка готувалася до чемпіонату світу 1934 року в Італії, в ній іспанці були сильнішими 2:0, але гра Ногеса справила враження на керівництво збірної Іспанії, і Ногес був включений в заявку команди. Там він провів 1 матч, гру чвертьфіналу проти Італії, замінивши травмованого Рікардо Самору, який отримав травму в першому матчі. Після закінчення мундіалю, Ногес, у складі збірної Каталонії, зіграв дві гри проти бронзового призера чемпіонату, збірної Бразилії, в першій грі каталонці перемогли 2:1, а друга гра завершилася нічиєю 2:2.

## Кар'єра тренера
Після закінчення ігрової кар'єри, Ногес перейшов на тренерську роботу, ставши головним тренером «Барселони». В перший же сезон клуб виграв Кубок Генералісімуса обігравши «Атлетіко Мадрид» з рахунком 4:3 у додатковий час, проте в чемпіонаті команда грала посередньо, лише у матчі з «Мурсією» уникнувши вильоту в Сегунду. У наступному ж сезоні «Барса» Ногеси грала краще, посіла третє місце в чемпіонаті і дійшла до півфіналу національного кубка, в якому «синьо-гранатові», вигравши перший матч 3:0 у мадридського «Реала», в повторній грі були «розбиті» 1:11.
Після «Барселони» Ногес тренував «Хімнастік» з Таррагони, протягом гри у вищому іспанському дивізіоні. А також дійшов до півфіналу Кубка Генералісимуса, в якому програв «Еспаньйолу». Але головне досягнення клубу відбулося 11 січня 1948 року, коли «Хімнастик» переміг «Реал» у Мадриді, на Сантьяго Бернабеу, що досі є рекордом, оскільки тільки «Хімнастік» перемагав «Реал» вперше граючи проти «королівського клубу» на його полі.
1950 року став головним тренером команди «Еспаньйол», тренував барселонський клуб два роки, після цього протягом 1952—1954 років очолював тренерський штаб «Спортінга» (Хіхон).
Останнім місцем тренерської роботи був клуб «Льєйда», головним тренером команди якого Хуан Хосе Ногес був з 1954 по 1955 рік.
Помер 3 червня 1998 року на 90-му році життя у місті Пальма.

## Досягнення

### Як гравець
- Чемпіон Каталонії: 1930, 1931, 1932, 1935, 1936

### Як тренер
- Володар Кубка Генералісимуса: 1942